# Sindangasih (Cikatomas)
Sindangasih is een bestuurslaag in het regentschap Tasikmalaya van de provincie West-Java, Indonesië. Sindangasih telt 4635 inwoners (volkstelling 2010).